# Duyên nợ
Duyên nợ là một quan niệm về sự gặp gỡ của người với người. Sự gặp gỡ mà đem lại điều tốt đẹp và hạnh phúc cho nhau thì được gọi là duyên. Sự gặp gỡ mà đem lại khổ đau, phiền não thì được gọi là nợ.
Trai gái lấy nhau cũng được gọi là kết duyên. Người có vẻ đẹp hấp dẫn tự nhiên cũng được gọi là người có duyên. Người thiếu vẻ đẹp hấp dẫn tự nhiên được gọi là người vô duyên. Sự trao đổi tình cảm giữa trai và gái được gọi là giao duyên.

## Trong Phật giáo
Khái niệm về duyên trong Phật giáo được khái quát hóa cho vạn vật. Cái gì đích thân cho vật được gọi là nhân; cái gì thêm thắt vào thì gọi là duyên (ví dụ, hạt giống là nhân; đất, nước, ánh sáng, nhà nông... là duyên).

## Trong âm nhạc
Duyên nợ là nguồn cảm hứng và được dùng để đặt tên cho nhiều ca khúc.

## Trong văn học Trung Hoa
Câu thành ngữ
xuất hiện trong nhiều tác phẩm văn học Hoa ngữ.

## Quan hệ với định mệnh và số phận
Các khái niệm định mệnh và số phận ám chỉ đặc tính không thể tránh khỏi của các sự kiện (trong tương lai hay ở hiện tại), trong khi duyên nợ chỉ quan tâm đến đặc tính tốt hay không tốt của một loại sự kiện đặc biệt: một sự gặp gỡ. Đôi khi một sự gặp gỡ không thể tránh khỏi cũng được gọi là duyên phận.